# 大叶蔷薇
大叶蔷薇（学名：Rosa macrophylla）为蔷薇科蔷薇属下的一个种。

## 扩展阅读
- 維基物種上的相關：大叶蔷薇